# هگ
هگ (به هلندی: Heeg) یک منطقهٔ مسکونی در هلند است که در سودوست-فریسلان واقع شده‌است. هگ ۲٬۱۷۵ نفر جمعیت دارد.